# 絵夢羅
絵夢羅（えむら、1978年3月19日 - ）は、日本の漫画家。女性。神奈川県出身。血液型はA型。代表作は『Wジュリエット』、『今日も明日も。』。

## 来歴
1994年、高校在学時に投稿を開始。約半年後に投稿作品「10日回廊」が白泉社の第222回花とゆめまんが家コース優秀賞を受賞。
1996年、投稿作品「目撃者」が白泉社の第27回花とゆめビッグチャレンジ大賞に入選。同年、『花とゆめ』（白泉社）掲載の「リトルドリーマー」でデビュー。以降白泉社の雑誌で執筆活動を展開。
1997年、『花とゆめステップ増刊』（同）に読切作品「Wジュリエット」を掲載。同作品は同誌及び『花とゆめ』にて不定期掲載された。
1999年、『花とゆめ』にて「Wジュリエット」の連載を開始。同作品にて第24回白泉社アテナ新人大賞デビュー優秀者賞を受賞。また、ドラマCD化の他、続編（『WジュリエットII』）も発表されるなど、同作品は絵夢羅の代表作となった。
2008年、『花とゆめ』にて「今日も明日も。」の連載を開始。2011年まで連載され、「Wジュリエット」に次ぐ長編となった。

## 作品リスト
発表年は掲載誌の号数に準拠。

### 連載・不定期掲載
- Wジュリエット（『花とゆめステップ増刊』『花とゆめ』1997年 - 2002年） - 連載デビュー作
- 道端の天使（『花とゆめ』2003年 - 2004年） - 未完で終了
- WジュリエットII（『ザ花とゆめ』『別冊花とゆめ』『ライン漫画』2004年 - 継続中）
- 極楽同盟（『花とゆめ』2004年 - 2006年）
- グランドサン（『花とゆめ』2006年 - 2007年）
- 今日も明日も。(『花とゆめ』2008年 - 2011年)
- イデアの花（『別冊花とゆめ』2012年[4] - 2015年） - 『道端の天使』のリメイク作品
- ワンダーハニー（『別冊花とゆめ』『マンガPark』2017年[5] - 継続中）

### 読切
| 作品名                | 掲載雑誌                                                                                            | 備考 |
| --------------------- | --------------------------------------------------------------------------------------------------- | --- |
| 10日回廊              | 『花とゆめ』1994年21号                                                                              | 投稿作。単行本・文庫『七色の神話』に収録。                                                                         |
| 目撃者                | 『花とゆめプラネット増刊』1996年3/15号                                                              | 投稿作。単行本・文庫『七色の神話』に収録。                                                                         |
| リトルドリーマー      | 『花とゆめ』1996年11号                                                                              | デビュー作。文庫『七色の神話』に収録。                                                                             |
| リトルマーメイド      | 『花とゆめプラネット増刊』1996年10/15号                                                             | 文庫『七色の神話』に収録。                                                                                         |
| 七色の神話            | 『花とゆめステップ増刊』1997年6/15号 『花とゆめステップ増刊』1997年9/30号 『ザ花とゆめ』2001年8/1号 | 単行本・文庫『七色の神話』に収録。                                                                                 |
| なりきり仮面☆でGO!    | 『別冊花とゆめ』2008年10月号                                                                        | 美内すずえ『ガラスの仮面』のトリビュート漫画。 『ガラスの仮面 コミック・ファンブック』（白泉社、2010年刊）に収録。 |
| 緋色の明日            | 『花とゆめプラチナ』2012年                                                                          | 単行本『今日も明日も。』第11巻に収録。                                                                             |
| イノセント モンスター | 『花とゆめプラチナ』2012年                                                                          | 単行本『今日も明日も。』第11巻に収録。                                                                             |
| ゆめの痕              | 『別冊花とゆめ』2015年8月号                                                                         | |
| ディスタンス          | 『ザ花とゆめ』2016年6/1号                                                                           | 『WジュリエットII』スピンオフ。 単行本『WジュリエットII』第7巻に収録。                                             |

## 書籍
詳細は各リンク先を参照。単行本は白泉社の花とゆめCOMICSレーベル、文庫は白泉社文庫レーベルより刊行。

### 漫画単行本
- 『Wジュリエット』、1999年 - 2003年、全14巻
- 『七色の神話』、2002年、短編集
- 『道端の天使』、2003年 - 2004年、全4巻（未完で終了）
- 『極楽同盟』、2005年 - 2006年、全4巻
- 『WジュリエットII』、2006年 - 継続中、既刊16巻（2025年8月現在）
- 『グランドサン』、2007年、全3巻
- 『今日も明日も。』、2008年 - 2012年、全11巻
- 『イデアの花』、2012年 - 2015年、全6巻
- 『ワンダーハニー』、2017年 - 継続中、既刊2巻（2018年10月現在）

### 漫画文庫
- 『Wジュリエット』、2011年、全7巻
- 『七色の神話』、 2013年、短編集

### 画集
- 『Wジュリエット キャラクターブック』白泉社、2002年8月発売、ISBN 4-592-73197-2、B20取判